# وشخلاپی (ناحیه نیمبورک)
وشخلاپی (به چکی: Všechlapy) یک منطقهٔ مسکونی در جمهوری چک است که در ناحیه نیمبورک واقع شده‌است. وشخلاپی ۳٬۰۴ کیلومتر مربع مساحت و ۶۷۰ نفر جمعیت دارد و ۱۹۴ متر بالاتر از سطح دریا واقع شده‌است.